# Resort to Love - All'amore non si sfugge
Resort to Love - All'amore non si sfugge (Resort to Love)	 è un film del 2021 diretto da Steven K. Tsuchida.

## Trama
Per cercare di riprendersi da una relazione finita e dal tracollo della sua carriera, una cantante accetta un'offerta di lavoro in un resort che si trova nella stessa isola, alle Mauritius, dove si sta per sposare il suo ex fidanzato.

## Distribuzione
Il film è stato distribuito sulla piattaforma Netflix a partire dal 29 luglio 2021.